# 尼科莱·希埃尔
尼科莱·希埃尔（挪威語：Nicolai Kiær，1888年4月2日—1934年5月29日），生于奥斯陆，挪威男子竞技体操运动员。他曾获得1908年夏季奥运会体操比赛男子团体全能银牌。他于1934年去世，享年46岁。